# Цанко Цветанов
Цанко Николаев Цветанов е бивш български футболист, национал на България, треньор.
Избран е в идеалния отбор на България за всички времена.

## Кариера
Роден е на 6 януари 1970 г. в село Българско Сливово, Великотърновско.
Играл е за Академик (Свищов), Етър (Велико Търново), Левски (София), Валдхоф (Манхайм, Германия), Абърдийн (Шотландия) и Енерги (Котбус, Германия).
Шампион на България през 1994, 1995 и 2002 г. с Левски (Сф) и през 1991 г. с Етър. Носител на купата на страната през 1994 и 2002 с Левски (Сф) и на Купата на БФС през 1991 г. с Етър. В А група има 203 мача и 6 гола. За Левски е изиграл 12 мача за купата и 6 мача в евротурнирите (4 за КЕШ и 2 за купата на УЕФА), за Етър има 2 мача в КЕШ.
За националния отбор на България дебютира на 21 септември 1991 г. срещу Турция (в Стара Загора), има 40 мача и 1 гол. Участва на СП-1994 в САЩ, където става бронзов медалист (играе в 6 мача) и на ЕП-1996 в Англия (в 3 мача).
Помощник-треньор на Левски (Сф). В периода 2008 – 09 е помошник треньор на Литекс (Ловеч) при Станимир Стоилов. Помощник на Стоилов е и в националния отбор до 2010 г. В периода 2012 – 2013 е старши треньор на Етър-1924. В периода 2013 – 2014 е помощник-треньор на Станимир Стоилов в Ботев (Пловдив).

## Статистика по сезони
- Академик (Св) – 1987/88 – Б група, 17 мача/1 гол
- Етър – 1988/89 – А група, 30/1
- Етър – 1989/90 – А група, 29/1
- Етър – 1990/91 – А група, 29/0
- Етър – 1991/92 – А група, 29/1
- Етър – 1992/93 – А група, 24/1
- Левски (Сф) – 1993/94 – А група, 25/1
- Левски (Сф) – 1994/95 – А група, 29/1
- Валдхоф – 1995/96 – Втора Бундеслига, 18/1
- Абърдийн – 1996/97 – Шотландска Висша Лига, 27/1
- Абърдийн – 1997/98 – Шотландска Висша Лига, 15/0
- Енерги – 1998/99 – Втора Бундеслига, 4/0
- Енерги – 1999/00 – Втора Бундеслига, 19/1
- Енерги – 2000/01 – Първа Бундеслига, 6/1
- Левски (Сф) – 2001/02 – А група, 8/0
- Етър – 2002/03 – В група, 26/2